# Mamam Cherif Touré
Cherif-Touré Mamam (Mango, 1978. január 13.  – ) togói válogatott labdarúgó, középpályás. 

## Pályafutása

### Klubcsapatokban
Pályafutása kezdetén az Eintracht Frankfurt, a Nürnberg és az Olympique Marseille második csapatánál is megfordult. 1999 és 2000 között az Egyesült Arab Emírségekben játszott. 2001-ben 3 bajnokin szerepelt a Hannoverben. 2001-től 2005-ig a Livingston játékosa volt Skóciában. A 2005–06-os szezont a francia Metz együttesénél töltötte. 2006 és 2007 között a Rapid București labdarúgója volt. Később játszott még az Al-Dzsazíra, az MC Alger és az Al-Oruba csapatában.

### A válogatottban
1998 és 2009 között 36 alkalommal szerepelt a togói válogatottban és 6 gólt szerzett. Részt vett a 2006-os világbajnokságon, ahol a Dél-Korea, a Svájc és a Franciaország elleni mérkőzésen kezdőként lépett pályára.
Részt vett az 1998-as, a 2000-es és a 2006-os afrikai nemzetek kupáján is.